# Lista över offentlig konst i Arvika kommun
Lista över offentlig konst i Arvika kommun är en ofullständig förteckning över främst utomhusplacerad offentlig konst i Arvika kommun.
| Titel                         | Konstnär(er)                                                  | Årtal | Beskrivning | Typ - material         | Stadsdel/ort | Plats Koordinater | Bild          |
| ----------------------------- | ------------------------------------------------------------- | ----- | --- | ---------------------- | ------------ | --- | ------------- |
| Sommardopp                    | Christian Eriksson                                            | 1939  | | skulptur - brons       | Arvika       | Stadsparken, Arvika 59.6537, 12.59834 | Fler bilder   |
| Hind med kid                  | Arvid Knöppel                                                 | 1965  | | skulptur - brons       | Arvika       | Stadshusparken 59.65358, 12.59757 | Fler bilder   |
| Per Anderson                  | Erik Rafael-Rådberg                                           | 1942  | Byst föreställande Per Anderson | byst                   | Arvika       | Stadshusparken 59.65395, 12.59697 | Fler bilder   |
| Ögat                          | Liss Eriksson                                                 | 1982  | | skulptur - brons       | Arvika       | framför stadshuset 59.65393, 12.59618 | Fler bilder   |
| Mette III                     | Liss Eriksson                                                 | 1973  | | skulptur - brons       | Arvika       | framför Konsthallen 59.65421, 12.59432 | Fler bilder   |
| Överrumpling                  | Liss Eriksson                                                 | 2002  | |                        | Arvika       | 59.65516, 12.59281 | Fler bilder   |
| Mårten                        | Liss Eriksson                                                 | 2002  | | skulptur - brons       | Arvika       | på Kyrkogatan 59.65522, 12.59263 | Fler bilder   |
| Elis i Tasere                 | Herman Reijers                                                | 1986  | Staty föreställande Elis i Tasere, Elis Eriksson han var bror till skulptören Christian Eriksson i Taserud i Arvika socken                                                                    | staty                  | Arvika       | på Torggatan 59.65517, 12.59219 | Fler bilder   |
| Lotusblomman                  | Nigel Wells                                                   | 1987  | | fontän - Älvdalsporfyr | Arvika       | utanför bibliotekets entré 59.65599, 12.58841 | Fler bilder   |
| Flygare                       | Lorraine Rantala                                              |       | | skulptur - gjutjärn    |              | vid biblioteket på Marielundsplatsen 59.65573, 12.58805 | Fler bilder   |
| Ryggfast Par                  | Liv Due                                                       | 2006  | | skulptur - sten        |              | utanför musikskolan 59.6555, 12.58788 | Fler bilder   |
| Tobak                         | Bengt Amundin                                                 |       | | skulptur               |              | 59.6546, 12.58313 |               |
| Fågelmannen                   | Liss Eriksson, konstnär, yngste sonen till Christian Eriksson | 1971  | En tolkning i form av en staty, Fågelmannen, av en man i fågelgestalt som symboliserar naturens krafter finns uppställd i Arvika. Fågelmannen används ofta som symbol för Arvika.             | skulptur - brons       | Arvika       | Statyn är placerad på torget mitt emot järnvägsstationen i Arvika. 59.65449, 12.59175 | Fler bilder   |
| Indian big chief              | Claes Hake                                                    |       | | sten                   |              | Arvika hamn 59.65231, 12.59413 | Fler bilder   |
| Manlig torso                  | Liss Eriksson                                                 | 2006  | | skulptur - brons       |              | Arvika hamn 59.65224, 12.59337 | Fler bilder   |
| Doktor Eric Kjellgren         | Erik Rafael-Rådberg                                           | 1961  | | byst - brons           |              | Doktor Kjellgrens park 59.6589, 12.59893 |               |
| Ödmjukheten                   | Christian Eriksson                                            |       | | skulptur               | Arvika       | på Mikaelikyrkan koordinater saknas | Fler bilder   |
| Gustaf Fjæstad                | Gull Weinberg                                                 |       | Byst föreställande Gustaf Fjæstad | brons                  | Arvika       | utanför Rackstadmuseet koordinater saknas | Fler bilder   |
| Faster                        | Liss Eriksson                                                 |       | | Brons                  | Arvika       | utanför Rackstadmuseet koordinater saknas | Fler bilder   |
| Meditativ gestalt             | Liss Eriksson                                                 |       | | Brons                  | Arvika       | utanför Rackstadmuseet koordinater saknas | Fler bilder   |
| Relief                        | Bengt Olson                                                   |       | | relief - betong        | Arvika       | på Rackstadmuseet koordinater saknas | Fler bilder   |
| Okänd titel                   | Endre Nemes                                                   |       | |                        | Arvika       | på Rackstadmuseet koordinater saknas | Fler bilder   |
| Okänd titel                   | Endre Nemes                                                   |       | |                        | Arvika       | på Rackstadmuseet koordinater saknas | Fler bilder   |
| Martyren                      | Christian Eriksson                                            | 1888  | Bronsstatyn står i trädgården vid Oppstuhage, Rackstadmuseet, Arvika, med gjutarstämpel "J.N. Rosengren, Fud, Limhamn, 1888". Christian Eriksson fick medalj och stipendium för sin skulptur. | brons                  | Arvika       | I trädgården vid Oppstuhage. Skulptören och bildhuggaren Christian Eriksson (1858-1935), uppvuxen på gården Haget i Taserud, Arvika, lät i mitten av 1890-talet lät bygga sin ateljé Oppstuhage, som idag finns bevarad som en del av Rackstadmuseet. koordinater saknas | Fler bilder   |
| Valdemar Dahlgren             | Gull Weinberg                                                 |       | Byst företällande Valdemar Dahlgren | brons                  | Ingesund     | vid Ingesunds folkhögskola koordinater saknas | Fler bilder   |
| Hövding Seattles förutsägelse | Barbro Hedström                                               |       | |                        | Ingesund     | vid Musikhögskolan Ingesund koordinater saknas | Fler bilder   |
| Taserudstaken                 | Okänd                                                         | 1994  | | trä                    | Arvika       | vid Gaterondellen koordinater saknas | Taserudstaken |
| Okänd titel                   | Okänd                                                         |       | | keramik                |              | fasadutsmyckning Arvika tingshus koordinater saknas |               |
| Okänd titel                   | Okänd                                                         |       | | keramik                |              | fasadutsmyckning Arvika sjukhus koordinater saknas |               |

## Fotnoter
1. ↑  inköpt 1980, sedan 1985 placerad framför Konsthallen
2. ↑  Tillverkad 1972-73, till Arvika 2002
3. ↑  Stod en tid vid Oppstuhage
4. ↑  Stod 1961 till 1996 i korsningen Östra Esplanaden/Tingsgatan.
5. ↑  Kopia av Elis i Taseruds ljustake.
6. ↑  Troligen är namnet Springbrunnen av Märta Rockström-Lindh